# Petronilo Acosta
Petronilo Acosta Méndez (30 de noviembre de 1940; Paso de los Toros, Uruguay) fue un exfutbolista uruguayo que se desempeñaba como delantero.

## Clubes
| Club                | País      | Año         |
| ------------------- | --------- | ----------- |
| Club Nacional       | Uruguay   | 1959 - 1962 |
| Rampla Juniors      | Uruguay   | 1963        |
| Club Nacional       | Uruguay   | 1964        |
| Defensor Sporting   | Uruguay   | 1965 - 1967 |
| Sport Boys          | Perú      | 1967        |
| Atlético Grau       | Perú      | 1968        |
| CF Laguna           | México    | 1969        |
| Comunicaciones F.C. | Guatemala | 1969 - 1972 |
| Aurora F.C          | Guatemala | 1972 - 1973 |
| Deportivo Zacapa    | Guatemala | 1973        |

## Palmarés

### Campeonatos nacionales
| Título                               | Club                | País      | Año  |
| ------------------------------------ | ------------------- | --------- | ---- |
| Liga Nacional de Fútbol de Guatemala | Comunicaciones F.C. | Guatemala | 1971 |
| Liga Nacional de Fútbol de Guatemala | Comunicaciones F.C. | Guatemala | 1972 |